# (16268) Mcneeley
(16268) Mcneeley (2000 JD44) – planetoida z pasa głównego asteroid okrążająca Słońce w ciągu 3,82 lat w średniej odległości 2,44 j.a. Odkryta 7 maja 2000 roku.